# Liga Națională Birmania
Liga Națională Birmania este primul eșalon din sistemul competițional fotbalistic din Birmania. A înlocuit Prima Ligă Birmania, competiție fondată în 1996.

## Echipele sezonului 2010
| Echipă                  | Stadion            | Cea mai bună clasare | Campionate |
| ----------------------- | ------------------ | -------------------- | ---------- |
| Delta United            | Pathein Stadium    | 7                    | 0          |
| Kanbawza                | Taunggyi Stadium   | 4                    | 0          |
| Magway                  | Magway Stadium     | 3                    | 0          |
| Manaw Myay              | Swomprabom Stadium |                      |            |
| Naypyidaw               | Zabuthiri Stadium  |                      |            |
| Okktha United           | Taungoo Stadium    | 6                    | 0          |
| Southern Myanmar United | Yamanya Stadium    | 7                    | 0          |
| Yadanabon               | Bahtoo Stadium     | 1                    | 2          |
| Yangon United           | Aung San Stadium   | 2                    | 0          |
| Zeya Shwe Myay          | Monywa Stadium     | 5                    | 0          |
| Zwegabin United         | Hpa-An Stadium     |                      | 0          |